# Ølsemagle Sogn

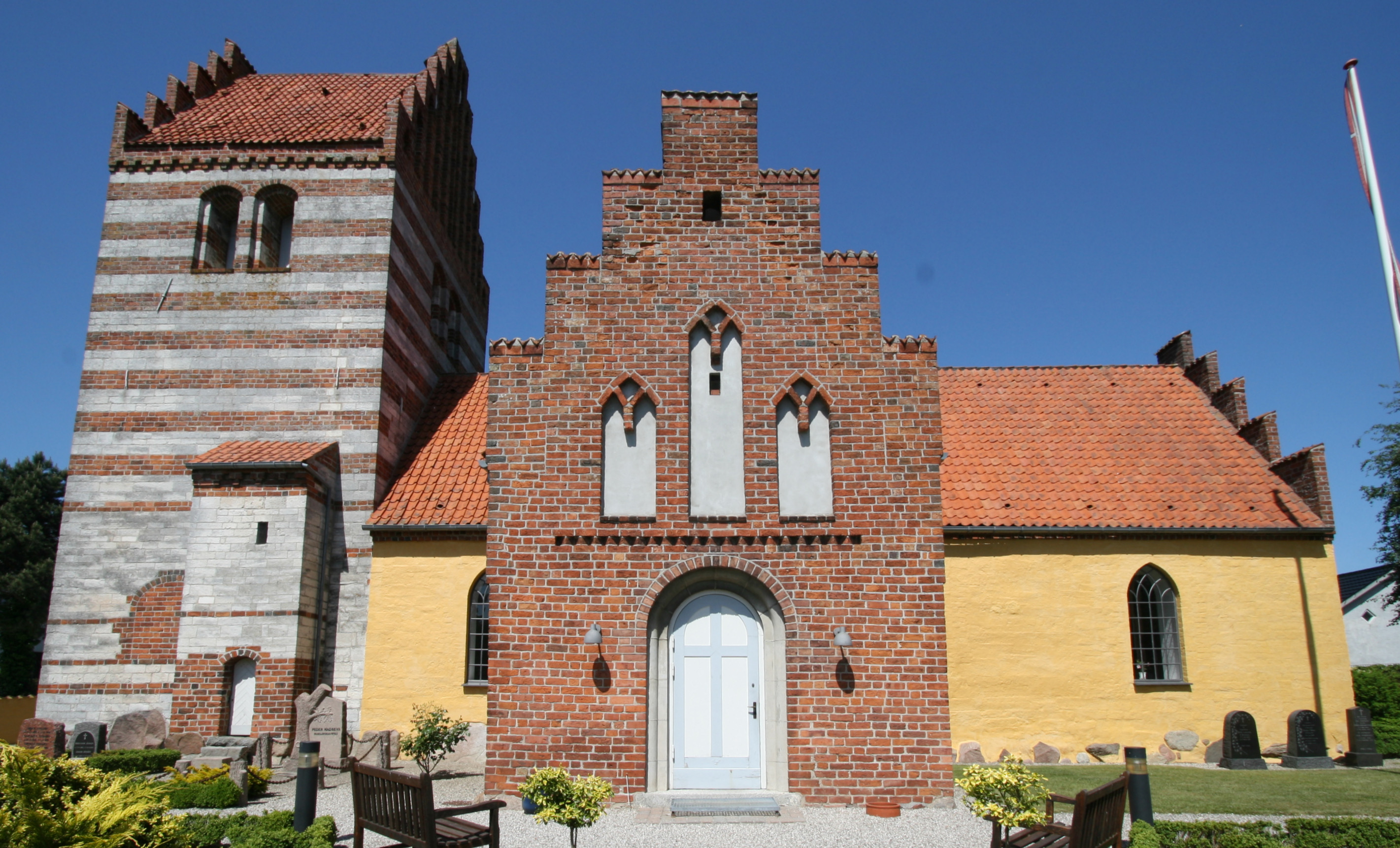
Ølsemagle Kirke

Ølsemagle Sogn ist eine Kirchspielsgemeinde (dän.: Sogn) auf der dänischen Insel Seeland.
Bis 1970 gehörte sie zur Harde Ramsø Herred im damaligen Roskilde Amt, danach zur Køge Kommune, die wiederum im Zuge der Kommunalreform zum 1. Januar 2007 in der erweiterten Køge Kommune als Teil der Region Sjælland aufgegangen ist.
Am 1. Januar 2023 lebten von den 38.588 Bewohnern der Stadt Køge 4854 im Kirchspiel, die „Ølsemagle Kirke“ liegt auf dem Gebiet der Gemeinde.
Nachbargemeinden sind im Süden und Westen Højelse Sogn und auf dem Gebiet der Solrød Kommune im Norden Jersie Sogn. Im Osten grenzt das Kirchspiel an die Ostsee.